# Lovše
Lovše je priimek več znanih Slovencev:

## Znani nosilci priimka
- Anton Lovše, zgodovinar
- Benjamin Lovše, zdravnik urolog
- Branko Lovše (1912—1977), agronom, šolnik
- Eva Lovše (1914—2003), zdravnica, specialistka šolske medicine
- Frank Lovše (Frank Lausche) (1895—1990), ameriški politik slovenskega rodu
- Janez Lovše (1933—2012), pianist, glasbeni pedagog in kritik
- Matej Lovše (*1983), gorski kolesar
- Mitja Lovše (*1986?), dramatik absurda
- Pavla Lovše (1891—1964), operna in koncertna pevka, sopranistka
- Živko Lovše, pedagog, ravnatelj?, ustanovitelj Zveze tabornikov (& Franica L.)